# Valerianella tuberculata
Valerianella tuberculata är en kaprifolväxtart som beskrevs av Pierre Edmond Boissier. Valerianella tuberculata ingår i släktet klynnen, och familjen kaprifolväxter. Inga underarter finns listade i Catalogue of Life.